# Tenderness (album)
 (juillet 2018).
Si vous disposez d'ouvrages ou d'articles de référence ou si vous connaissez des sites web de qualité traitant du thème abordé ici, merci de compléter l'article en donnant les références utiles à sa vérifiabilité et en les liant à la section « Notes et références ».
Pour les articles homonymes, voir Tenderness.
Tenderness est un album de Al Jarreau produit par Marcus Miller et édité en 1994 par Warner Bros. 
Ce disque aux résonances Jazzy réunit de grand nom du Jazz dont : Joe Sample, Steve Gadd, Eric Gale, Paulinho Da Costa, Philippe Saisse, Michael Brecker, Kenny Garrett, Paul Jackson Jr.. On note également la participation de Kathleen Battle et David Sanborn
1. Mas Que Nada
2. Try a Little Tenderness
3. Your Song
4. My Favorite Things avec Kathleen Battle
5. She's Leaving Home
6. Summertime [From Porgy and Bess]
7. We Got By avec David Sanborn
8. Save Your Love for Me
9. You Don't See Me
10. Wait for the Magic
11. Dinosaur
12. Go Away Little Girl